# Shut Down Volume 2
Shut Down Volume 2 es el quinto álbum de estudio de The Beach Boys, y el primero de los tres publicados en 1964. El nombre del álbum Volumen 2, hace referencia a que este álbum es una compilación con canciones hot rod (coches modificados con motores de gran cilindrada), toma el nombre de la canción publicada por el sello Capitol Records en 1963, "Shut Down".
El "Volume 2" en el título del álbum hace referencia a un álbum de compilación de varios artistas lanzado anteriormente que presenta y lleva el nombre de la canción "Shut Down" de los Beach Boys, emitida ocho meses antes por el sello de la banda, Capitol. Shut Down Volume 2  de alcanzó el número 13 en las listas de Estados Unidos durante una estadía de 38 semanas.

## Historia
El álbum fue grabado justo cuando la Beatlemania comenzaba a alcanzar las orillas estadounidenses, lo que terminaría afectando severamente al líder Brian Wilson, Shut Down Volume 2 se propuso defender su posición como la banda de mayor éxito los Estados Unidos. El álbum se comercializó como una colección de canciones de hot rod después de que su predecesor Little Deuce Coupe y el álbum recopilatorio Shut Down hubieran tenido éxito, a pesar de esto, menos de la mitad de las canciones del álbum hablan sobre autos. En cambio, la invasión británica encabezada por The Beatles fue tan abrumadora que el álbum no llegó al top 10 (número 11 de Record World, y número 12 en Cash Box, a pesar de que fue catalogado por Cash Box como el cuarto álbum más vendido de rock de ese año y, finalmente, fue disco de oro). No entró en la lista de álbumes Billboard hasta seis semanas después de la publicación y se quedó un tiempo más corto en las listas (nueve meses), que en sus anteriores discos.
Parte de la culpa de la mala reputación inicial del álbum fue por el favoritismo que tenía Capitol Records a la promoción de los trabajos de The Beatles, ya que era más posible que el material menos comerciable se encuentre en un disco de The Beach Boys. Por lo menos dos canciones se trataban de temas "relleno": "'Cassius' Love vs. 'Sonny' Wilson" (una "pelea" entre Brian y Mike, haciendo referencia a Cassius Clay contra Sonny Liston, que tuvo lugar apenas unos días antes del lanzamiento del álbum) sirve para ilustrar la urgente necesidad de llenar el disco. La pista "Drums Denny", es una grabación que solo cuenta con Dennis Wilson tocando la batería durante un minuto y medio.
Sin embargo, los altos puntos de Shut Down Volume 2, son de verdad algunos de los momentos más fuertes en la historia de The Beach Boys: una de las canciones que inmortalizó al grupo "Fun, Fun, Fun", un clásico "Don't Worry Baby" (la respuesta de Brian a Phil Spector por "Be My Baby") y "The Warmth of the Sun" (escrito horas después del asesinato de John F. Kennedy), y "Why Do Fools Fall In Love" una canción de Frankie Lymon, en "Pom Pom Play Girl" Carl Wilson canta por primera vez.
Shut Down Volume 2 era una continuación al marketing del hot rod, después de que el precursor "Little Deuce Coupe" había funcionado tan exitosamente, pero The Beach Boys fueron incapaces de mantener el tema de la manera más coherente en esta ocasión, lo que indicaba que Brian Wilson ya se estaba quedando sin ideas para canciones de coches y tendrían que cambiar de foco. Estaba claro que con la llegada de The Beatles, Brian Wilson tenía que seguir centrándose en desarrollar sus habilidades en composición y producción, llevándolas a un nuevo nivel más complejo.
Se dice que Brian quiso desechar Shut Down Volume 2 después de ver a The Beatles tocar en el The Ed Sullivan Show. Después de haber visto a The Beatles, Brian Wilson simplemente reforzó su resolución, y decidido empujar a The Beach Boys, a alturas que nadie podría haber previsto entonces, en los lanzamientos siguientes, hasta llegando a competir con sus pares británicos.

## Música y letras
Las cintas multipistas de Shut Down Volume 2 desaparecieron poco después del lanzamiento del álbum. En 2009, se recuperaron inesperadamente tres carretes de tomas de sesión con la ayuda del biógrafo Jon Stebbins, gracias a un fanático que había encontrado y guardado durante años. Las nuevas mezclas estereofónicas fueron creadas por los productores Mark Linett y Alan Boyd para la compilación Summer Love Songs, que incluye una versión alternativa de "Why Do Fools Fall in Love" con una sección de introducción nunca antes escuchada y una nueva mezcla estéreo de "Don't Worry Baby".
Con estos carretes, en 2013 también se crearon nuevas mezclas estéreo de "Fun, Fun, Fun", "The Warmth of the Sun" y "Pom Pom Play Girl"; los primeros dos de estos tres aparecieron junto con las canciones remezcladas mencionadas anteriormente en el box set Made in California, y los cinco remixes aparecieron en Keep an Eye On Summer – The Beach Boys Sessions 1964 de 2014, que incluyó algunos momentos destacados de las sesiones de grabación de las cintas encontradas.

## ¿Por qué el título dice "Volume 2"?
En julio de 1963, Capitol Records publicó un álbum recopilatorio (catalogado T1918) con canciones cuya temática central eran los coches, entre otras canciones de otras bandas estaban "Shut Down" y "409". El álbum se llamaba Shut Down y se vendió bastante bien, probablemente porque la gente pensaba que era un álbum de The Beach Boys, Capitol había usado el nombre de una canción sin consultar al grupo. Brian Wilson se molestó por esto, y por ello publicó un álbum llamado Shut Down Volume 2, como si fuera una segunda entrega de aquel álbum.

## Recepción comercial
Debido en parte a la invasión británica, el álbum alcanzó el puesto número 13 en las listas de Billboard en los Estados Unidos (número 11 en Record World, y número 12 Cash Box). Shut Down Volume 2 no entró en la lista de álbumes de Billboard hasta seis semanas después del lanzamiento y permaneció un tiempo más corto en las listas (nueve meses) que sus álbumes anteriores. A pesar del rendimiento comercial relativamente lento de la banda a principios de 1964, a mediados de año, hubo un re-impulso. Shut Down Volume 2 fue incluido en la lista de Cash Box como el cuarto álbum de rock más vendido de 1964 y recibió la certificación de oro por parte de la RIAA en 1966 por vender medio millón de copias en Estados Unidos.

## Ediciones
A principios de 1980, como parte de una serie de reediciones por Capitol Records de sus álbumes de The Beach Boys, Shut Down Volume 2 fue retitulado a Fun Fun Fun con dos pistas retiradas, "'Cassius' Love vs 'Sonny' Wilson" y "In the Parkin' Lot".
El álbum fue reeditado en la década de 1990 con bonus tracks: una mezcla mono de "Fun, Fun, Fun", una versión en alemán de "In My Room", cantada por el grupo, y el inédito "I Do", escrito por Brian Wilson.
Capitol lanzó un disco de siete pulgadas a 33 RPM "mini-LP" para máquinas de discos. La portada del álbum fue la misma, pero la parte de atrás estaba en blanco. Se incluyeron las canciones: "Keep an Eye on Summer", "Fun, Fun, Fun", "The Warmth of the Sun" en el lado A, y "Why Do Fools Fall in Love", "In the Parkin' Lot" y "Don't Worry Baby" en el lado B.

## Portada
La fotografía del álbum, tomada para Capitol por el fotógrafo George Jerman, muestra al grupo (ahora con Al Jardine que hace su estreno en una portada) al lado de dos "muscle cars" (un muscle car es un automóvil de alto rendimiento con motor de gran caballaje y altas RPMS). El término se refiere a modelos de Estados Unidos con motores de gran capacidad, producidos entre 1964 y 1978, concretamente un Corvette Stingray propiedad de Dennis y un Pontiac Grand Prix propiedad de Carl.

## Lista de canciones
Todas las canciones escritas y compuestas por Brian Wilson y Mike Love, excepto donde está indicado. 
| Lado A |                                                       |                                                                     |          |  |
| N.º    | Título                                                | Vocalista principal                                                 | Duración |  |
| 1.     | «Fun, Fun, Fun»                                       | Mike Love                                                           | 2:03     |  |
| 2.     | «Don't Worry Baby» (Brian Wilson y Roger Christian)   | Brian Wilson                                                        | 2:47     |  |
| 3.     | «In the Parkin' Lot» (Brian Wilson y Roger Christian) | Mike Love                                                           | 2:01     |  |
| 4.     | «Cassius Love vs. Sonny Wilson»                       | Brian Wilson y Mike Love, también el grupo figura en algunas partes | 3:30     |  |
| 5.     | «The Warmth of the Sun»                               | Brian Wilson                                                        | 2:51     |  |
| 6.     | «This Car of Mine»                                    | Dennis Wilson                                                       | 1:35     |  |

| Lado B |                                                       |                                                                                       |          |  |
| N.º    | Título                                                | Vocalista principal                                                                   | Duración |  |
| 1.     | «Why Do Fools Fall In Love» (Frankie Lymon y M. Levy) | Brian Wilson                                                                          | 2:07     |  |
| 2.     | «Pom Pom Play Girl» (Brian Wilson y Gary Usher)       | Carl Wilson                                                                           | 1:30     |  |
| 3.     | «Keep an Eye on Summer» (Brian Wilson y Bob Norman)   | Brian Wilson y Mike Love                                                              | 2:21     |  |
| 4.     | «Shut Down, Part II» (Carl Wilson)                    | Instrumental                                                                          | 2:07     |  |
| 5.     | «Louie Louie» (Richard Berry)                         | Carl Wilson [1.º y 3.º versos] y Mike Love voces principales [2.º verso y bajo vocal] | 2:17     |  |
| 6.     | «Denny's Drums» (Dennis Wilson)                       | Instrumental                                                                          | 1:56     |  |